# Heliothea discoidaria
Heliothea discoidaria är en fjärilsart som beskrevs av Jean Baptiste Boisduval 1840. Heliothea discoidaria ingår i släktet Heliothea och familjen mätare. Inga underarter finns listade i Catalogue of Life.